# Howearion
Howearion är ett släkte av snäckor. Howearion ingår i familjen Helicarionidae.
Kladogram enligt Catalogue of Life:
| Howearion | \| \| Howearion belli \| \| \| \| \| \| Howearion hilli \| \| \| \| |
|           | \| \| Howearion belli \| \| \| \| \| \| Howearion hilli \| \| \| \| |
|           | Howearion belli                                                     |
|           |                                                                     |
|           | Howearion hilli                                                     |
|           |                                                                     |